# 腐海
腐海（ふかい）は、ウクライナ本土とクリミア半島の間に横たわる、アゾフ海の西岸に広がる干潟である。腐海は、この地のほとりに居住している3民族でそれぞれ別の呼び方がなされている。当地に先住しているクリミア・タタール人からは「泥」、または「汚れ」を意味する言葉で「スヴァシュ」クリミア・タタール語: Сываш（ 「スィヴァーシュ」ウクライナ語: Сива́ш、「シヴァシュ、シヴァーシュ」ロシア語: Сиваш）、または、「腐海」、「腐った海」を意味する言葉で、クリミア・タタール語: Чюрюк Денъиз、（ウクライナ語: Гниле́ Мо́ре:、ロシア語: Гнилое Море）と呼ばれている。英語でもこの海をラテン表記して"Sivash"、あるいは意訳して"Rotten Sea"と呼んでいる。

## 概説

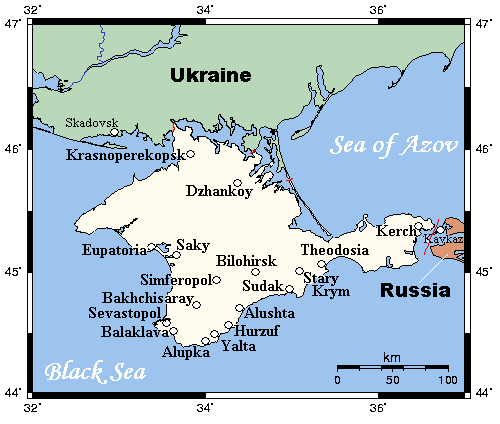
クリミア半島地形図
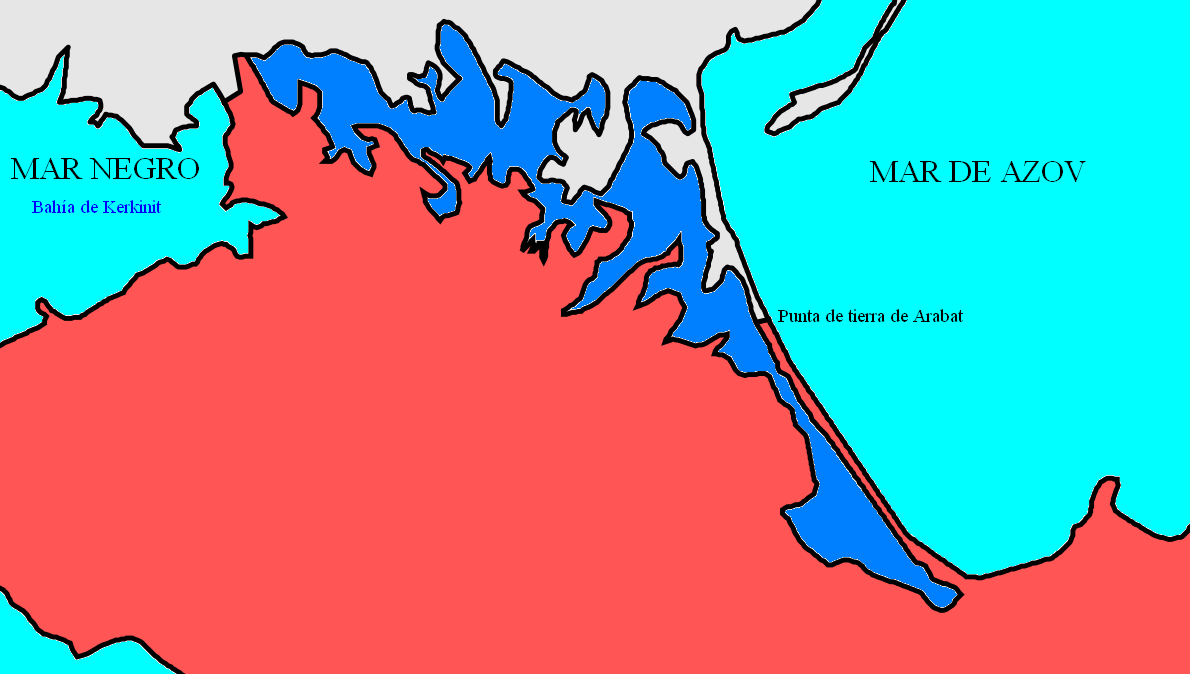
同じ地点の拡大図。青が腐海

腐海は、アゾフ海の西岸（ウクライナ領ヘルソン州、クリミア半島の北東海岸）に所在する。当地は、浅い潟湖の広がる広大な水系をなしている。水面は2,560平方キロメートルの面積が有り、長さ200キロメートル、幅35キロメートルにわたって広がっている。腐海全体の陸地水面を足した総面積は、10,000平方キロメートルに及んでいる。この水域は11の湾で構成されている。
ウクライナ本土とクリミア半島の間は、回廊のようなペレコープ地峡をごく細く残し、腐海が深く切り込んでいる。これがヘルソン州とクリミア自治共和国との間にある自然国境の役割を果たしている。アゾフ海からは長さ110キロメートル、最大でも幅8キロメートルの細長いアラバト砂州で隔てられており、北端にあるゲニチェスク海峡1か所で砂州が断ち切られて海と繋がっている。ゲニチェスク海峡を挟むようにしてヘニチェシク（「ゲニチェスク」、「ヘニチェスク」とも）の港町がひろがっている。ペレコープ地峡は腐海と黒海とを分離し、クリミア半島を本土に繋げている。
腐海周辺に砂嘴、島嶼、半島が多く、チョーンガル半島（ウクライナ語: Чонгарський півострів）で西腐海（західну Сиваш）と東腐海（східну Сиваш）に分けられている。東西の腐海はチョーンガル海峡で繋げられている。東腐海はゲニチェスク海峡を通じてアゾフ海へと繋がっている。

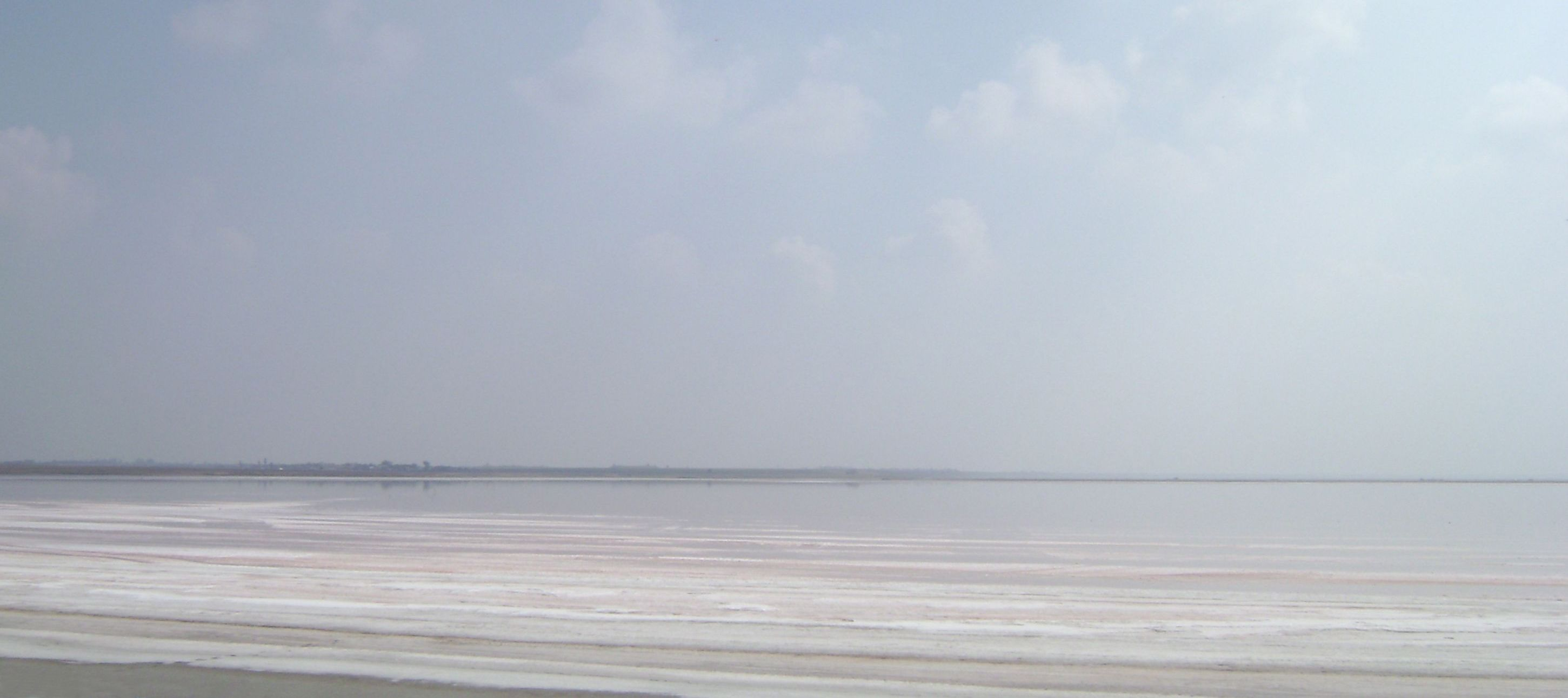
浅く広がる腐海

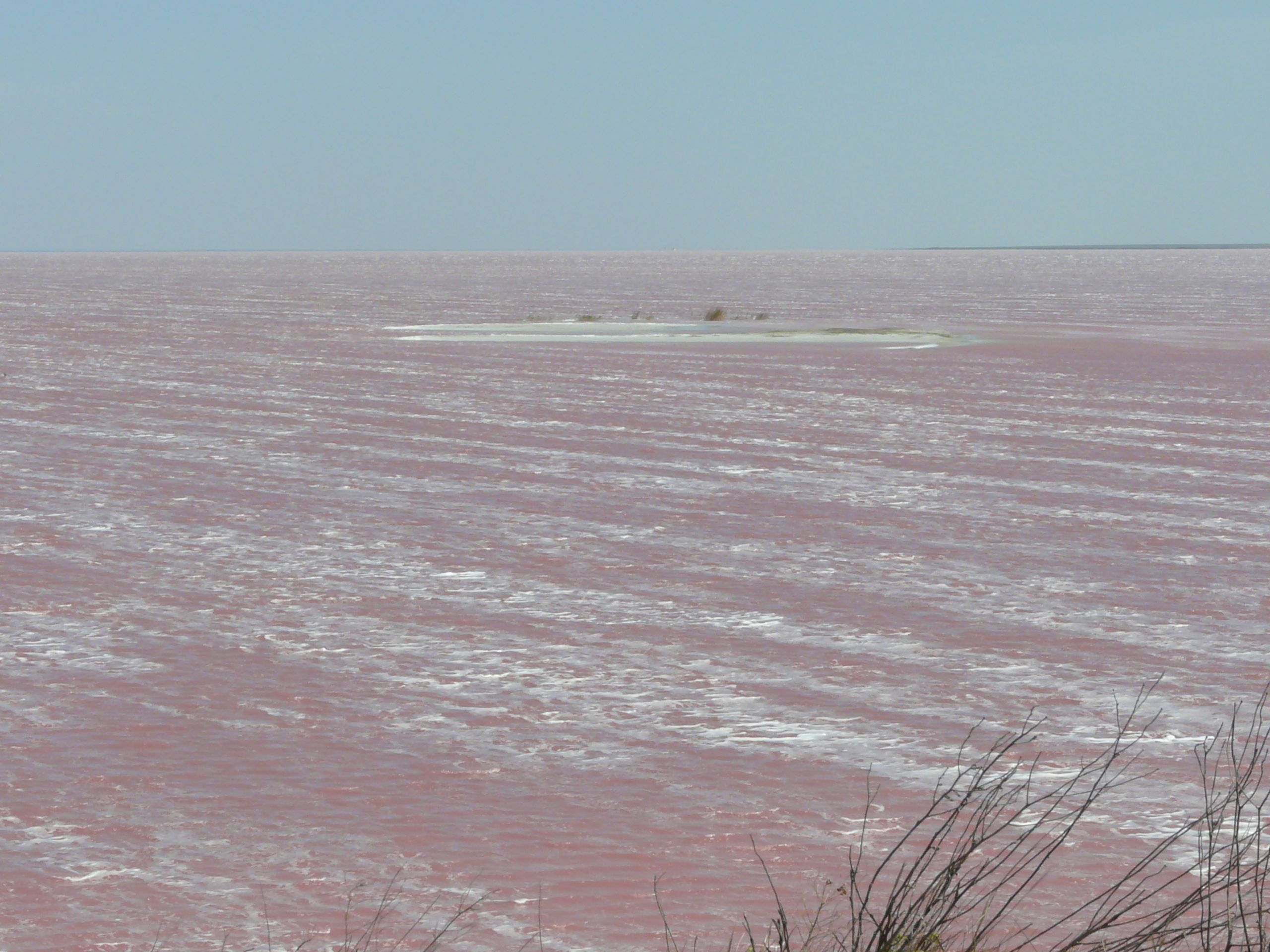
ピンク色の腐海

腐海の水深はごく浅い。最も深い場所でも3.5メートルほどしかなく、0.5から1メートルの底に足がつく程度の場所がほとんどである。底質は分厚いシルトから成っている。厚さ5メートル以上で、所によっては10〜15メートルも堆積している。とても浅いために、夏になると腐海の海水は強く熱せられて腐った強くて酷い悪臭を放つようになる。これが、各民族・各国語から「腐った海」・「腐海」を意味する名前で呼ばれる理由になっている。
黒海沿岸でもあり、地中海性気候に覆われているために、夏には雨がほとんど降らず、高温で乾燥した気候である。それゆえ水の蒸発が激しく、そのために海水が濃縮されて塩分濃度が非常に高くなっている。腐海の塩分濃度は、北部で22パーミル、南部で87パーミルにもなる。海水塩の総量はおよそ2億トンと見積もられている。
このため沿岸では、古来より製塩業が発達している。ここで生産される海塩には、ナトリウム、カリウム、マグネシウムの各塩化物はもとより、臭化マグネシウム、硫酸マグネシウムなどの無機塩類が多量に含まれている。現在では沿岸にはいくつかの化学プラントが建ちならび、腐海の濃い海水から得られる鉱物資源を精製・抽出している。生産されるミネラル資源を工業原料にして、ペレコープ臭素工場が臭素を抽出し、クリミア・タイタンが硫酸肥料を生産し、クリミアソーダ工場がソーダ灰と塩酸を生産しており、地元経済に大きな影響を与えている。

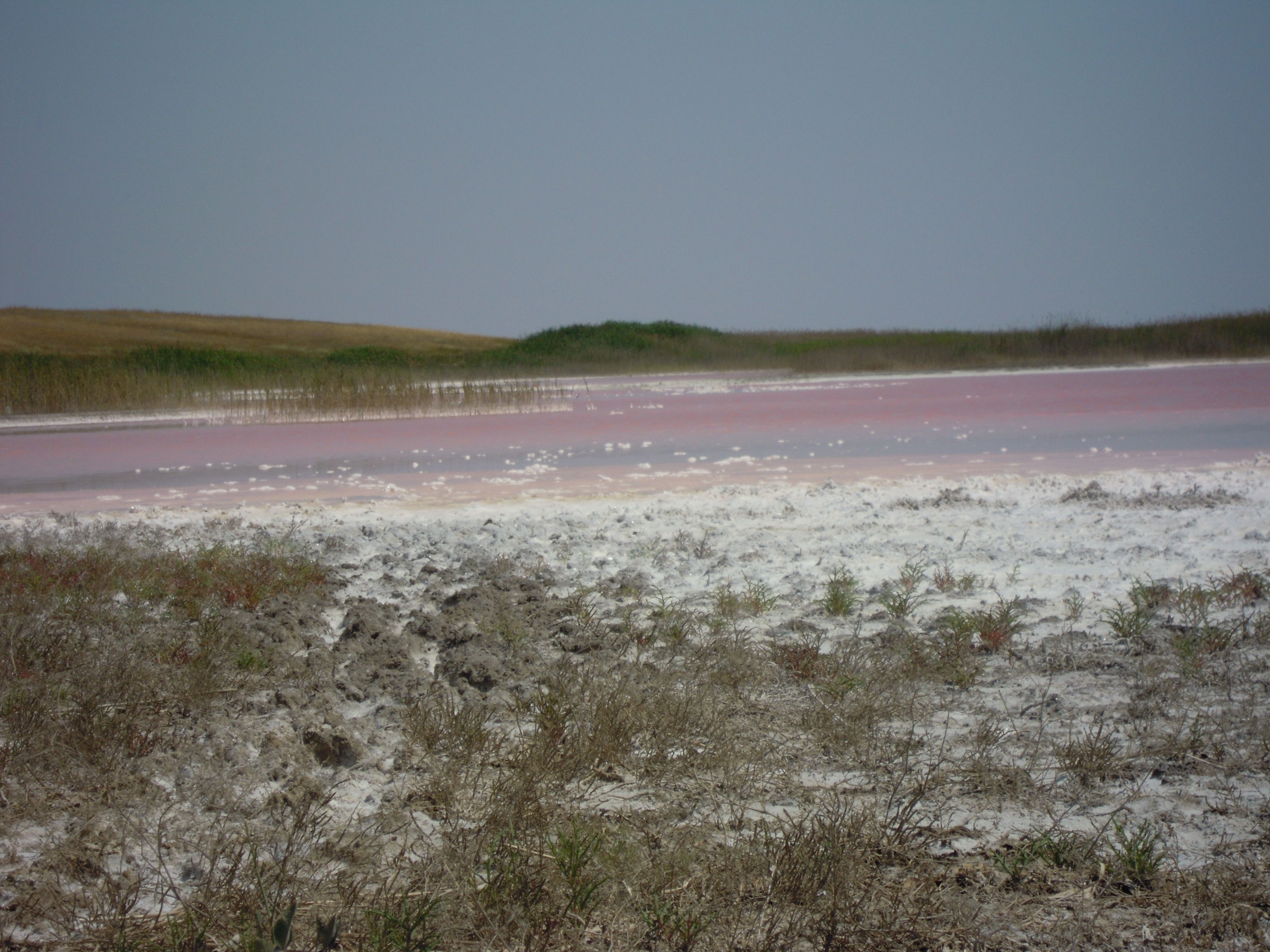
ピンク色の藻類が繁殖する腐海。塩と泥の底がむき出しになっている

腐海とその周辺地域はラムサール条約に登録された国際的にも重要な湿地である。腐海の岸辺は低平な土地が続き、緩やかに傾斜していて、塩性湿地が多数ある。周辺に植生は少なく、塩生植物の群落とステップが主な植生である。夏季には、腐海の水位は目に見えて減少し、濃い海水から析出した塩類の層で覆われている。この時期には、さながら塩類平原（塩でできた砂漠）になりかけた状態になり、地元民から"sivashes"と呼ばれる不毛なソロネッツと呼ばれる底土がむき出しになる。腐海の水はピンク色または赤色を呈するが、これは塩分濃度の濃い場所で繁殖する藻類のドナリエラ（Dunaliella salina）によるものである。
ロシア内戦の経過において、赤軍のペレコープ＝チョーンガル作戦で行われた電撃的な渡行の舞台としても有名である。
ロシアによるクリミア併合後はウクライナ・ロシア両国の事実上の国境となるため、2018年にウクライナの漁民がロシアの国境警備隊に拿捕される事態が発生した。

## 画像

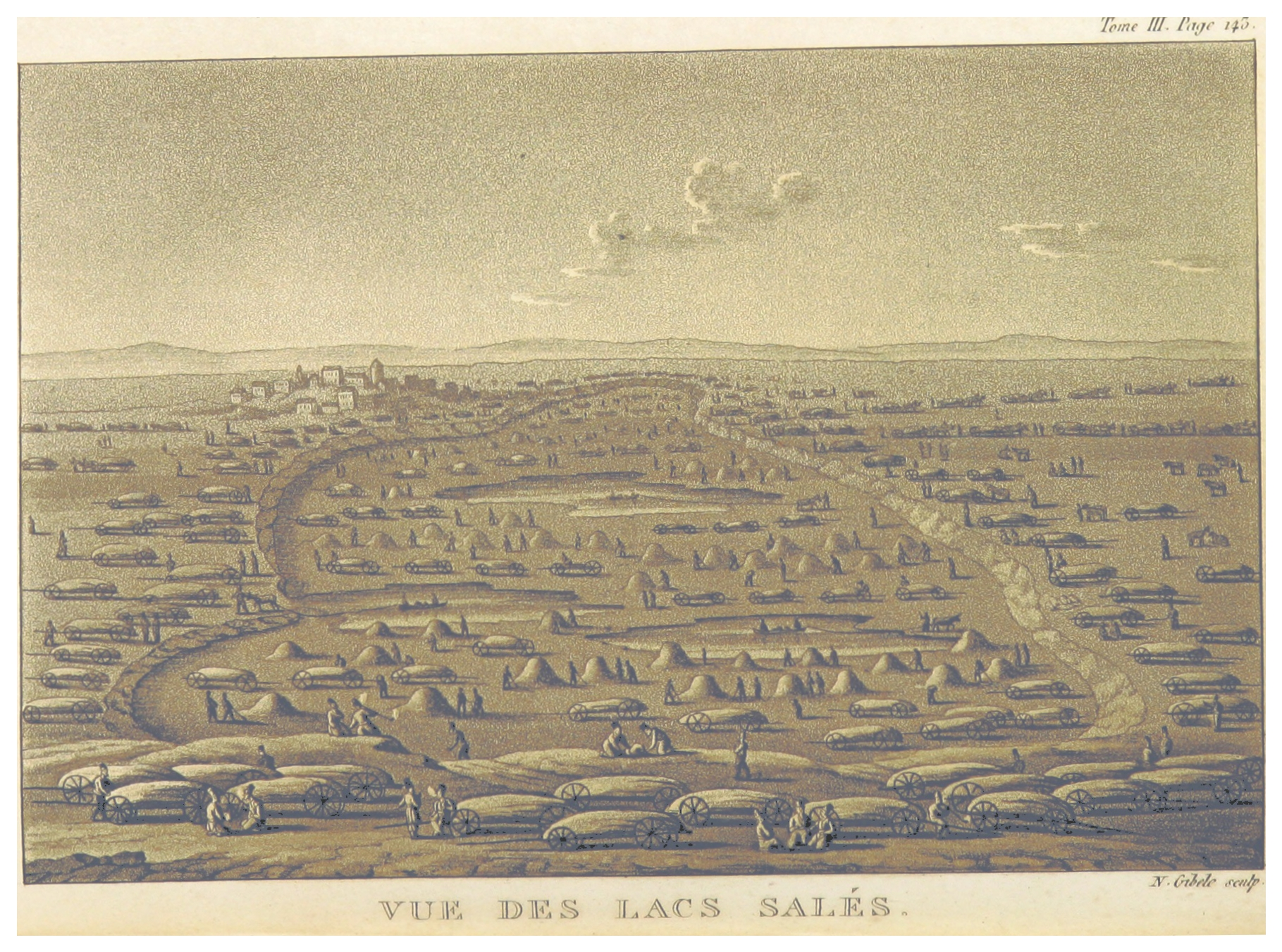
19世紀の塩の生産風景。Essai sur l'histoire ancienne et moderne de la nouvelle Russie … (CASTELNAU, Gabriel de - Marquis) より
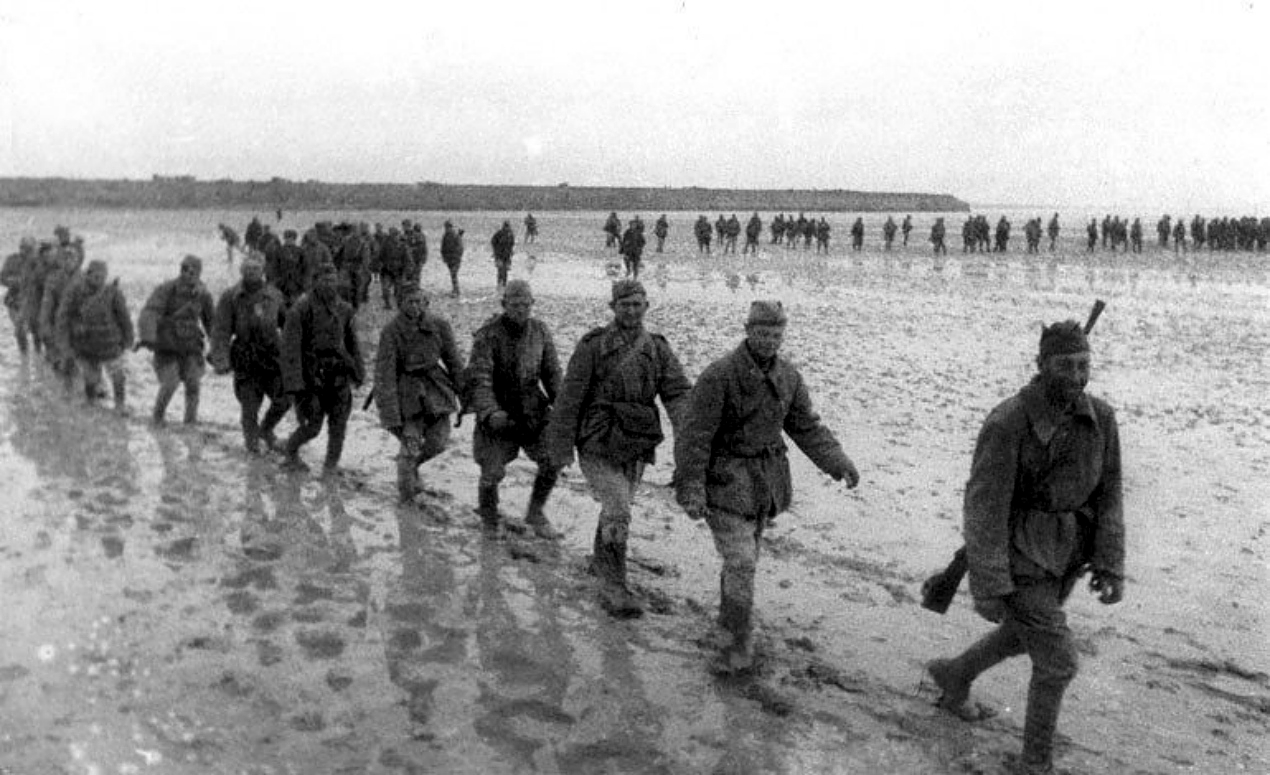
第二次世界大戦期、ソビエト兵が腐海を渡っているところ
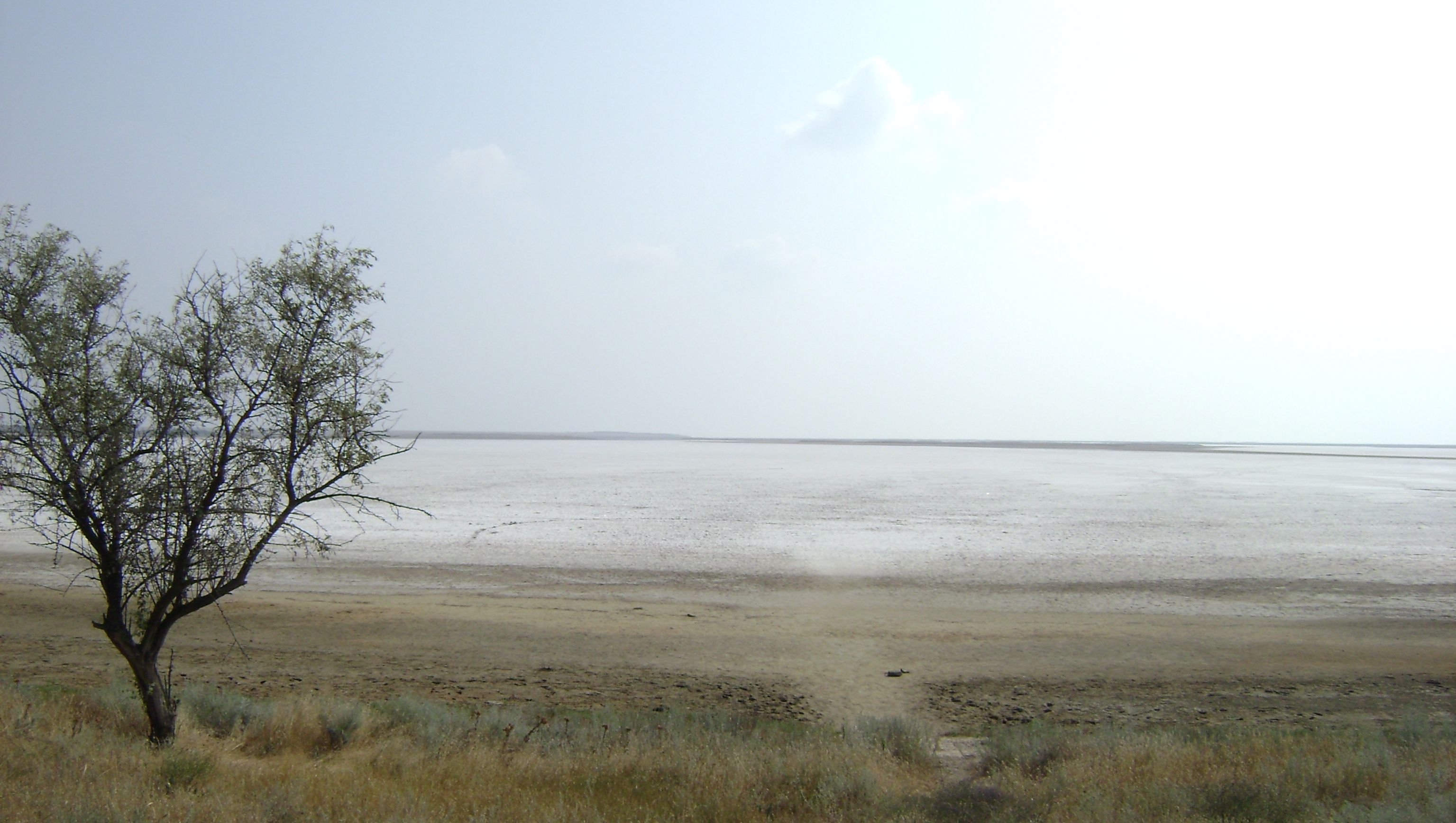
腐海の海岸の風景
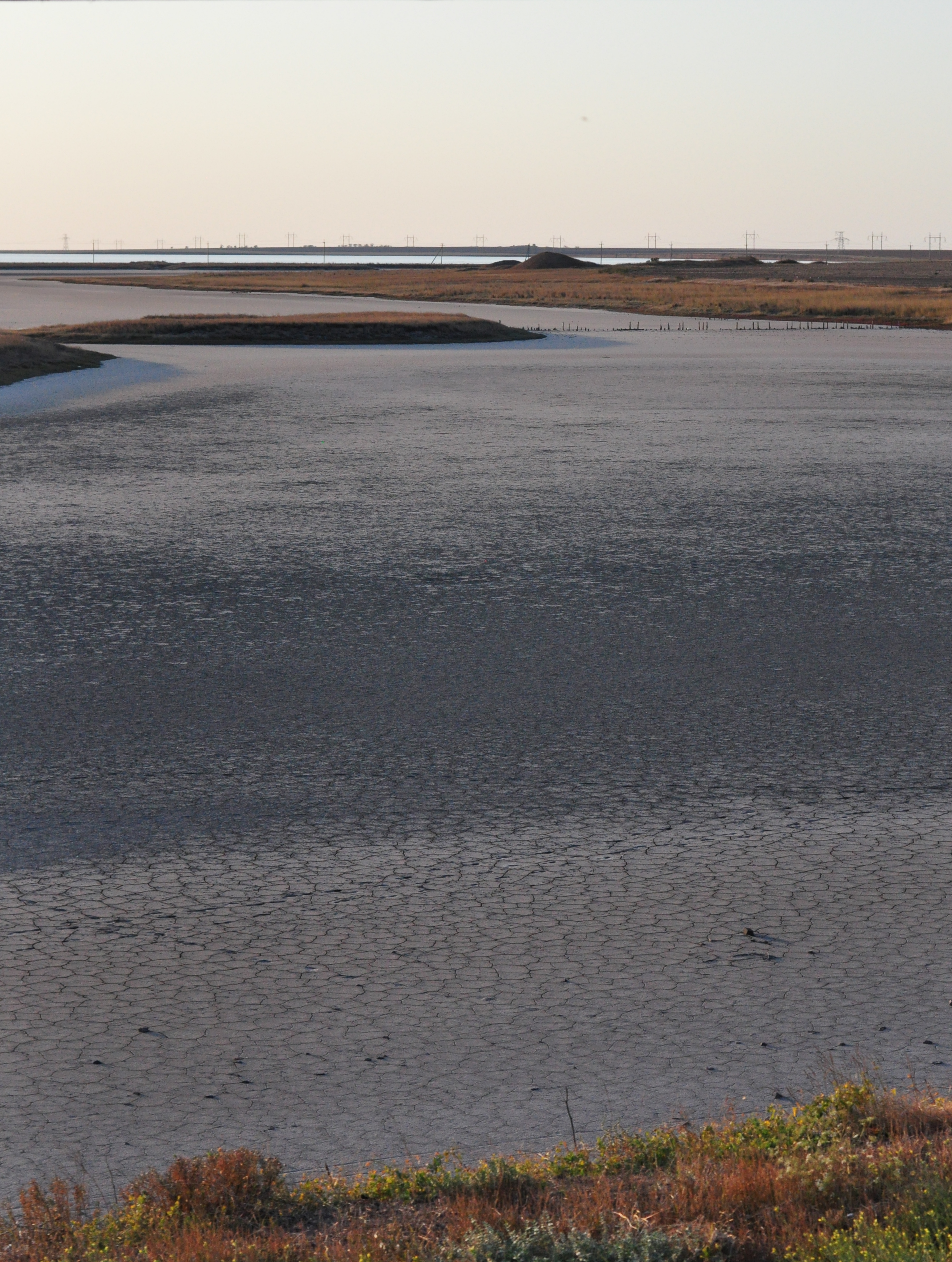
腐海の海岸の風景
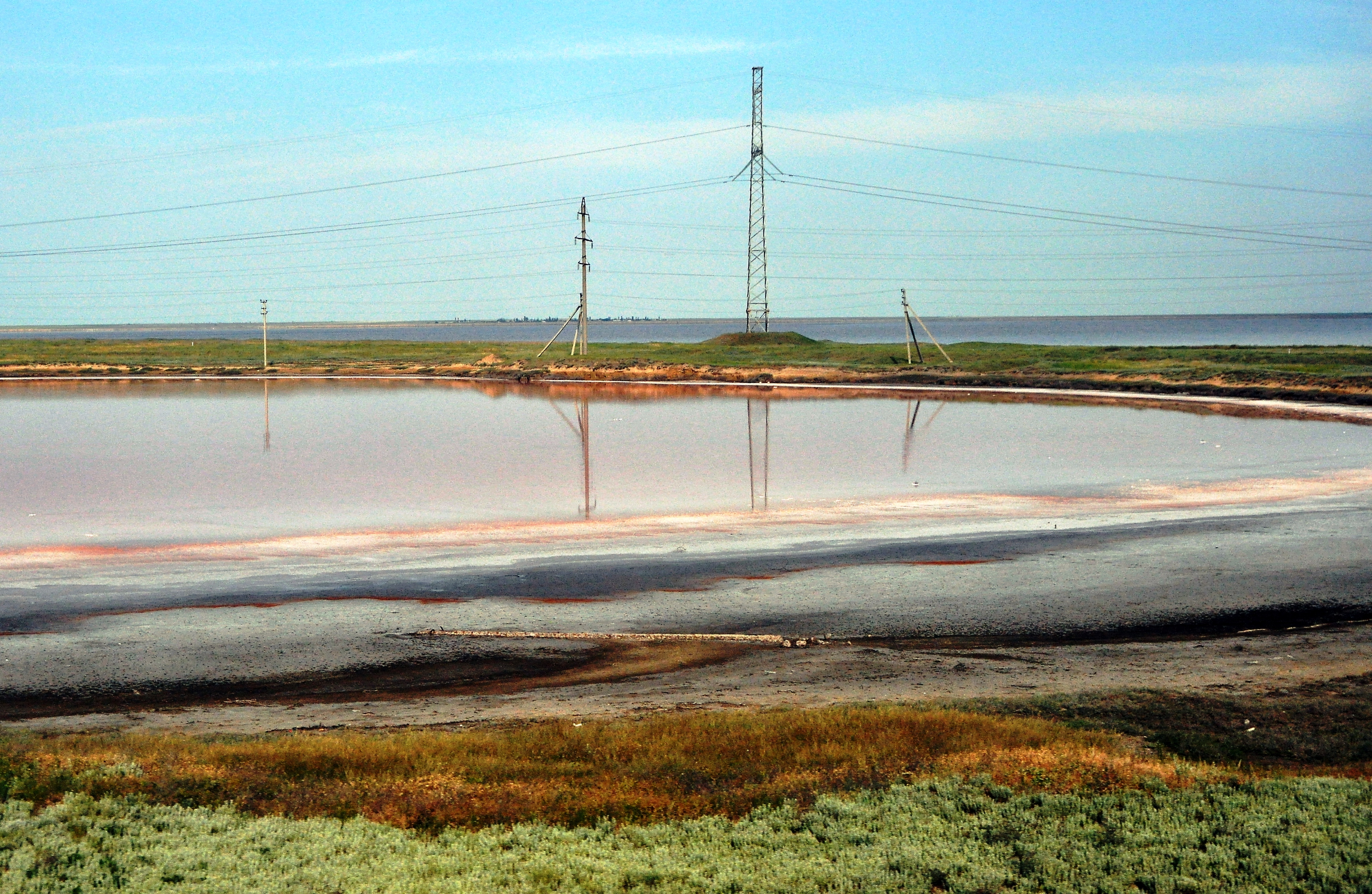
腐海の海岸の風景
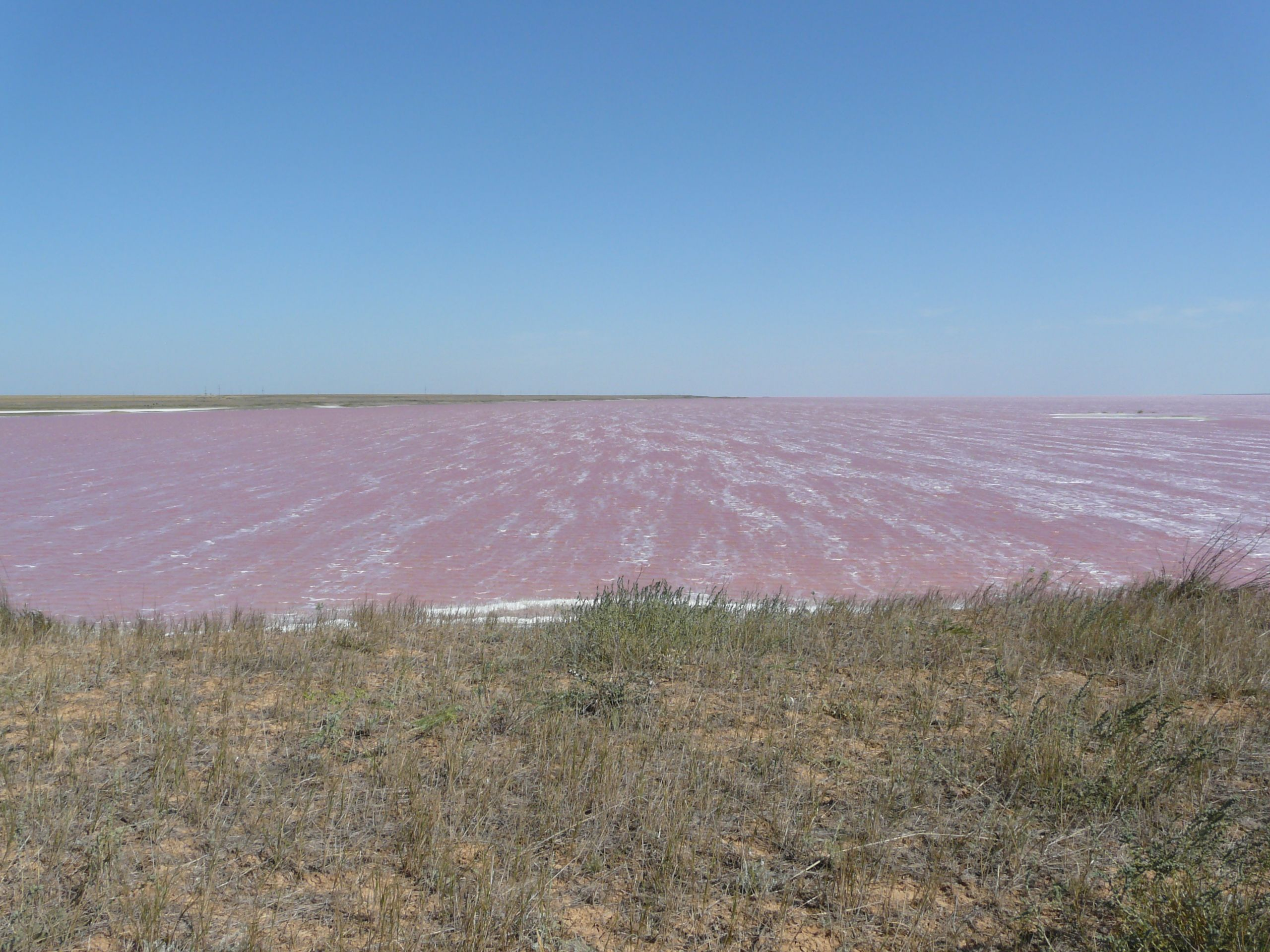
腐海の海岸の風景
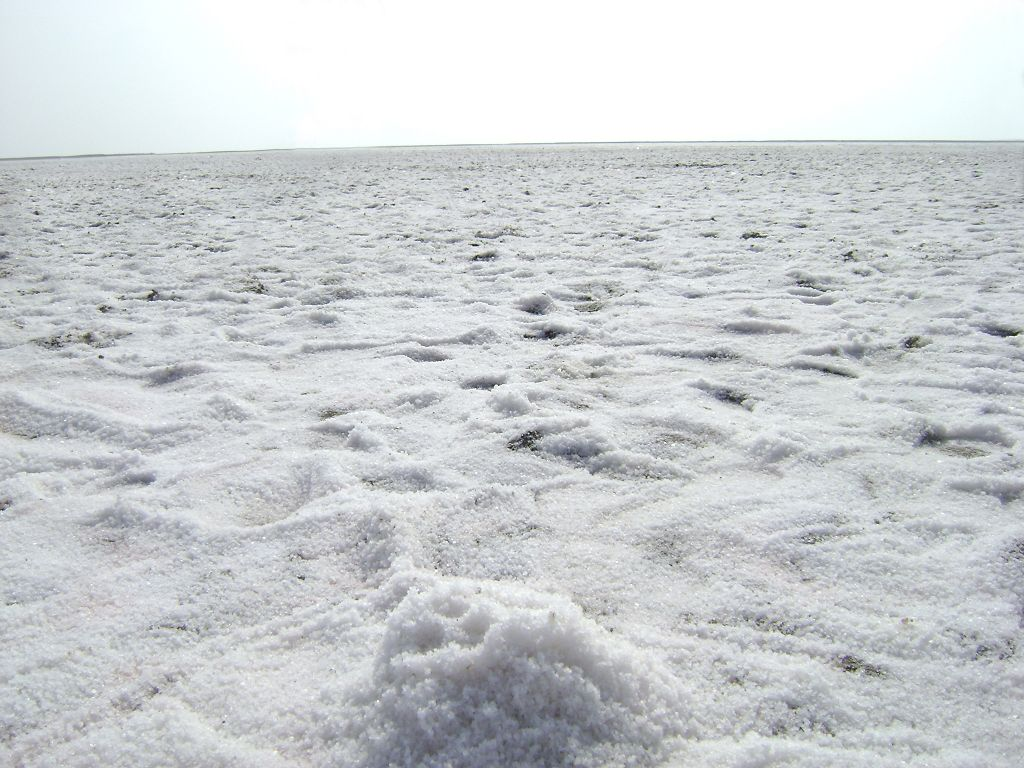
塩の平原
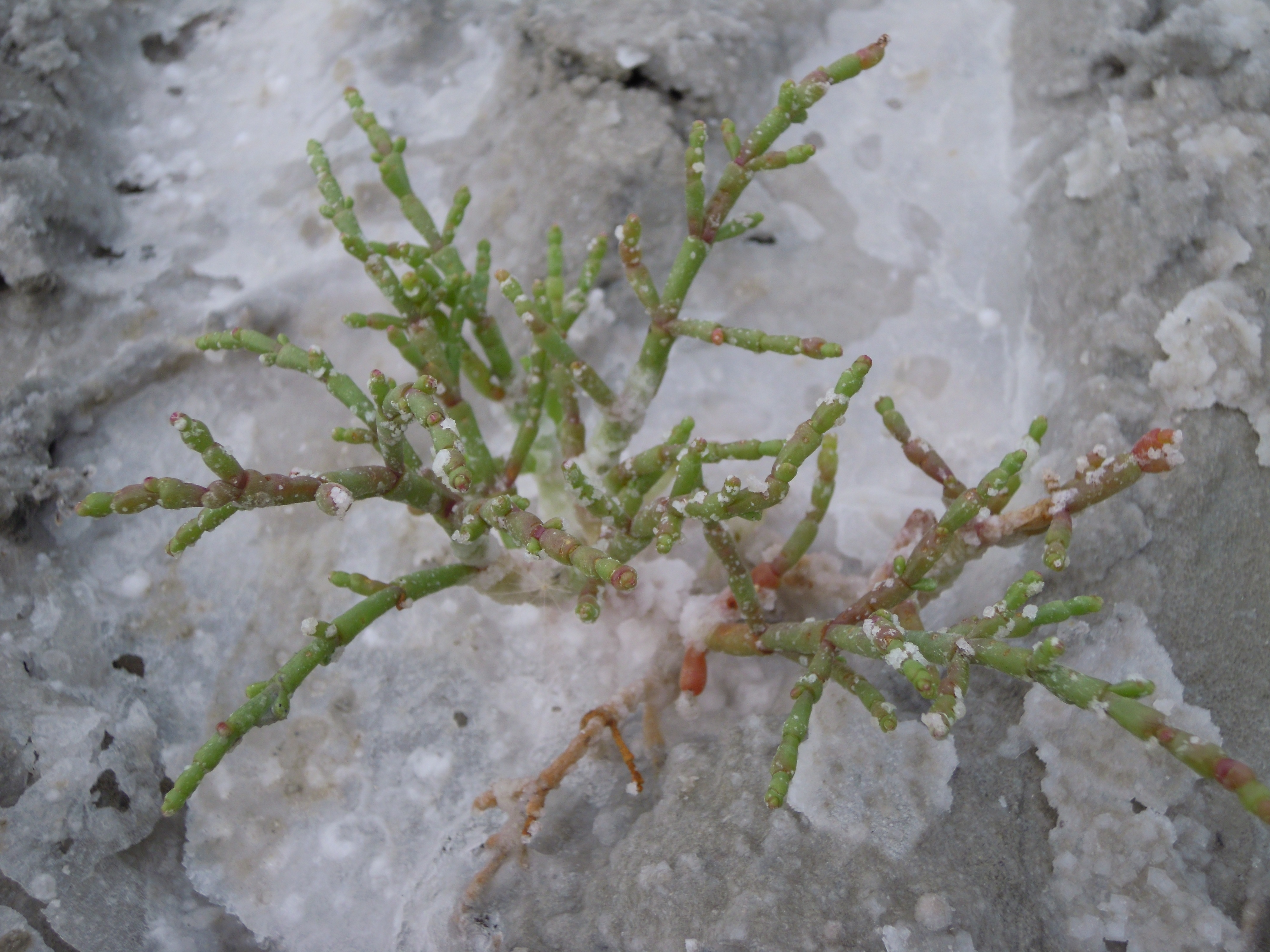
腐海沿岸の堆積した塩の間から生えるアッケシソウ属の一種。